# József Kiprich
József Kiprich (6 de setembre de 1963) és un antic futbolista hongarès de la dècada de 1990 i entrenador.
Fou internacional amb la selecció d'Hongria, amb la qual disputà la Copa del Món de futbol de 1986.
Pel que fa a clubs, destacà a Tatabányai Bányász, Feyenoord Rotterdam i APOEL.